# Frans van Schooten
Franciscus van Schooten (Leiden, 1615 — Leiden, 29 de maio de 1660) foi um matemático neerlandês.
É conhecido por popularizar a geometria analítica de René Descartes.

## Vida
Seu pai foi professor de matemática em Leiden, tendo como alunos Christiaan Huygens, Johannes Hudde e René-François de Sluse.
Van Schooten leu a Géométrie de Descartes (um apêndice de seu Discours de la méthode) antes de ser publicado. Tendo dificuldade de entender a obra, foi para a França estudar os trabalhos de outros matemáticos de seu tempo, tais como François Viète e Pierre de Fermat. Quando Frans van Schooten retornou a Leiden em 1646, herdou a posição de seu pai e também um de seus mais destacados discípulos, Huygens.

## Obras

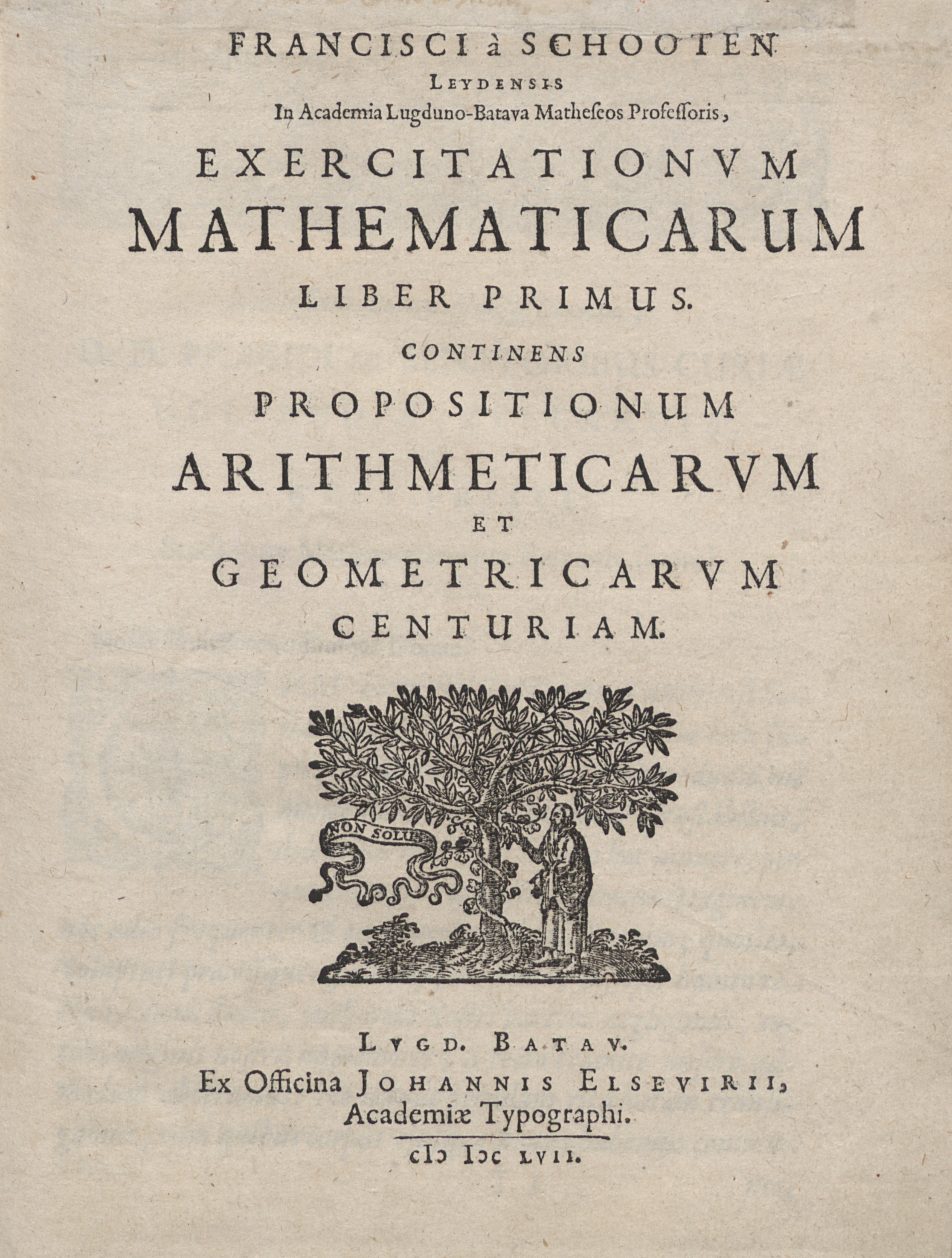
Exercitationum mathematicarum libri, 1656-1657

A tradução com comentários para o latim da Géométrie de Descartes de 1649 foi fundamental, ao tornar a obra compreensível à grande comunidade matemática, responsável direto pela abrangência mundial da geometria analítica. Nas décadas seguintes contou com a ajuda de outros matemáticos contemporâneos, como Florimond de Beaune, Hudde, Hendrik van Heuraet e Johan de Witt, e expandiu os comentários para dois volumes, publicados em 1659 e 1661. Esta edição e seus extensivos comentários foi muito mais influencial que a edição de 1649. Foi esta a edição conhecida por Gottfried Leibniz e Isaac Newton.
Van Schooten foi um dos primeiros a sugerir, nos exercícios publicados em 1657, que as ideias fossem estendidas a três dimensões. Seus esforços tornaram Leiden o centro da comunidade matemática por um curto período na metade do século XVII.